# Ngựa Quarab
Ngựa Quarab là một giống ngựa có nguồn gốc từ Hoa Kỳ, được phát triển từ một phần máu của ngựa Ả Rập, ngựa Quảter Mỹ và ngựa sơn Mỹ. Các thành viên của giống ngựa này được tìm thấy giống với cả ba giống nền tảng, dẫn đến ba loại được công nhận: Ngựa Dòng hoặc Ngựa giống nền (thậm chí là lai giữa các loại ngựa Ả Rập và ngựa cổ), đàn ngựa giống (trọng tâm nặng hơn về chăn nuôi ngựa đực giống) và ngựa kiểng, ngựa chưng (trọng tâm hơn về chăn nuôi ngựa Ả Rập). Mặc dù đã có hồ sơ về lai chéo giữa ba giống trong suốt lịch sử của các cơ quan đăng ký tương ứng, đăng ký ngựa Quarab đầu tiên được thành lập vào năm 1984, nhưng sau đó đã đi ra khỏi kinh doanh. Năm 1999, Hiệp hội Ngựa Quarab Quốc tế đã được hình thành và vẫn là lực lượng dẫn đầu trong chăn nuôi Quarab. Để được đăng ký với IQHA, ngựa phải có ít nhất 1/8 máu từ cả hai loại ngựa Ả Rập và ngựa giống nền.